# 尚裕
尚 裕（しょう ひろし、1918年（大正7年）9月18日 - 1997年（平成9年）8月30日）は、日本の侯爵。第二尚氏の第22代当主。ショウエンタープライズ代表取締役。

## 生涯
東京都出身。1918年、尚昌の長男として生まれる。母は小笠原忠忱の次女・百子。父が1923年に死去したため侯爵位を襲爵した。東京帝国大学文学部を卒業、海軍大尉となり、終戦を迎えた。
戦後は、大戦での被害を免れた伝承文化財の保存に努めた。1975年より私財を投じて識名園の復元に当たる。翌年には国の名勝に再指定され、国・沖縄県・那覇市からも補助を受けて復元を進めた。
そのほか、玉陵や崇元寺第一門・石牆の復元にも当たった。しかし、沖縄県当局側では永続的に保管維持するための設備が整えられず、やむなく1988年、当時居住していた東京都台東区への寄贈を一旦は決めた。しかし、これが沖縄県民の反発を買い、更に同県の文化財行政のあり方に影響を与え、翌1989年に琉球王国文化遺産の県外流出を防止する意見書が那覇市議会において全会一致で採択されるなどした。
1992年、玉陵、識名園、崇元寺第一門・石牆を那覇市に寄贈した。さらに1995年には琉球王国の陵墓浦添ようどれの土地を浦添市に寄贈した。また、同年9月には尚家伝来の古文書1341件を寄贈、1996年には美術工芸品85件を寄贈している。これらは、2006年に「琉球国王尚家関係資料」として国宝に指定された。文化財保護法に基づく国宝としては沖縄県で戦後初の指定である。
1996年、那覇市より名誉市民の称号を授与される。死去するまでの数年間は東京と沖縄を往復し、晩年の多くは沖縄で暮らしていたが、尚家一族との交流はほとんど無かったという。1997年8月30日、沖縄県那覇市の沖縄赤十字病院にて死去、翌月の9月3日に東京都台東区の寺院で告別式が行われ、長男の尚衞が喪主を務めた。2005年に沖縄に送られ伊是名玉陵に葬られた。2010年には浦添市より名誉市民の称号を授与された。

## 人物
宗教は禅宗。

## 家族
- 父：尚昌（侯爵）[19]
- 母：百子（伯爵小笠原忠春の叔母[5]、小笠原忠忱の次女）
- 前妻：瑛子（1919年（大正8年）12月25日 - 1945年（昭和20年）6月10日、戸澤正己（戸沢氏第33代当主）の四女）
- 後妻：啓子（1920年（大正9年）7月12日生。村瀬鐸三郎の三女）
- 子女
  - 長女：（1943年（昭和18年）生）
  - 次女：（1945年（昭和20年）生）
  - 三女：圭子（1947年（昭和22年）生 - 2019年（令和元年）没[20]） - 聞得大君、日欧社交文化の会理事。カバヤ食品・オハヨー乳業の代表取締役社長野津喬と結婚。
  - 四女：薫（1949年（昭和24年）生）野津喬の弟でエス・バイ・エル・カバヤ代表取締役社長野津公（ただし）と結婚。
  - 長男：衞（1950年（昭和25年）生）

## 系譜
第二尚氏の人物として初めて複数の著名な戦国武将の血を引く。
母の百子の血統上の主な先祖に徳川家康、織田信長、前田利家、浅井長政、浅野長政がいる。
信長の長女徳姫が家康の長男岡崎信康へ嫁ぎ後の小笠原宗家初代小笠原秀政の正室となる登久姫を産み小笠原家へ続く。
3代小笠原忠雄に嫁いだ長寿院は浅野光晟と前田利常（前田利家の庶子（四男））の三女自昌院との娘であり、自昌院は徳川家光の養女として浅野光晟に嫁ぎ、三男三女を儲けた。
さらに自昌院の母親は徳川秀忠と浅井長政の三女崇源院の次女・珠姫となる。
以上の婚姻関係により女系でありながら多くの戦国武将の血を引く当主となった。